# 济沁河乡
济沁河乡，是中华人民共和国黑龙江省齐齐哈尔市龍江縣下辖的一个乡镇级行政单位。

## 行政区划
济沁河乡下辖以下地区：
会兴村、护林村、南济村、龙头村、桦树村、东北沟村和北济村。